# 金蝶國際

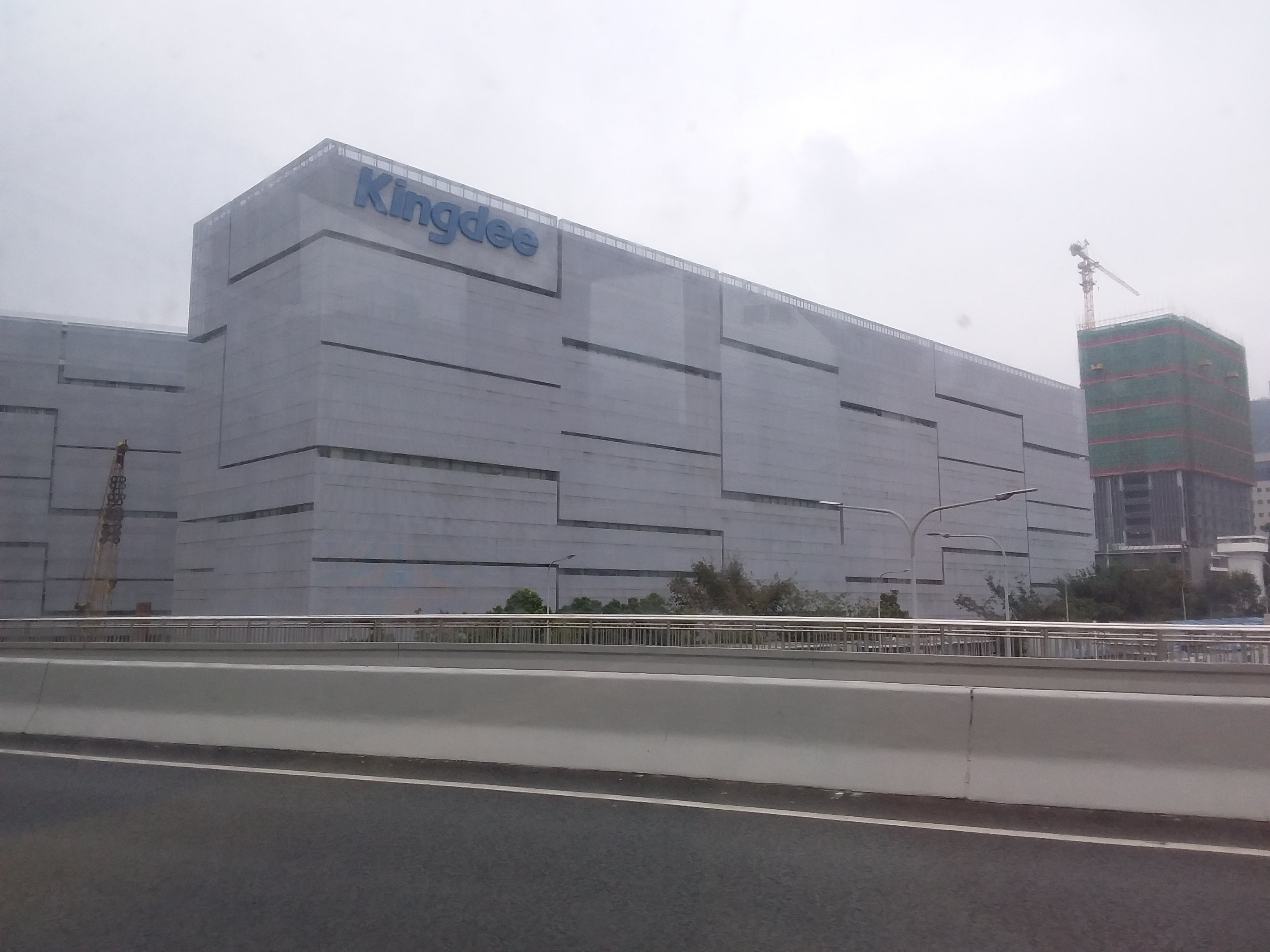
公司总部

金蝶国际软件集团有限公司（港交所：0268）是一家中国软件開發企业和香港证交所主板上市公司，总部位于中国深圳，始创于1993年8月8日。創辦人為徐少春。
金蝶国际于2001年2月15日在香港联合交易所創業板上市，當時股份代碼為8133.HK。2005年7月20日转香港联合交易所主板上市，股票代码为0268.HK。2007年，IBM和雷曼兄弟（已破產）入股金蝶国际約7.7%的股權，成为集团股东。
2023年12月，金蝶国际获卡塔尔投资局2亿美元战略投资。
2024年11月，金蝶国际宣布成立新加坡分公司。
2025年2月，金蝶国际宣布成立卡塔尔分公司。

## 爭議
2019年7月5日，金蝶国际發出盈利警告，預料公司上半年利潤下跌30%至40%。著名投資者大衛·韋伯揭發公司主席兼大股東徐少春於發出盈利警告前15日出售股票，套現約5億港元。

## 外部連線
- 金蝶國際官方網址 （页面存档备份，存于）
- 快遞100 （页面存档备份，存于）
- 雅虎香港財經: 金蝶國際
- 金蝶官网：金蝶ERP在线体验平台 （页面存档备份，存于）